# Antonio Monegal
Antonio Monegal Brancós (Barcelona, 1957)es catedrático universitario, investigador, editor y autor español; especialista en la literatura y sus relaciones con otras disciplinas artísticas.

## Desarrollo académico y profesional
Licenciado en Filosofía por la Universidad de Barcelona en 1980, se doctoró en la Universidad Harvard en 1989. Fue profesor de cine en la Universidad Cornell y también ha impartido clases en Harvard y Princeton. Es catedrático de Teoría de la literatura y Literatura comparada del Departamento de Humanidades de la Universidad Pompeu Fabra.
Es autor, entre otras publicaciones, de los libros Luis Buñuel de la literatura al cine: Una poética del objeto (Anthropos, 1993) y En los límites de la diferencia: Poesía e imagen en las vanguardias hispánicas (Tecnos, 1998). Es editor de las obras de García Lorca El público y El sueño de la vida (Alianza, 2000) y Viaje a la luna (Pre-Textos, 1994), y coordinador de la antología Literatura y pintura (Arco/Libros, 2000). Ha compilado el libro Política y (po)ética de las imágenes de guerra (Paidós, 2007).

## Premios y reconocimientos
- Premio Nacional de Ensayo por 'Como el aire que respiramos: el sentido de la cultura' (2023)[3]